# Sielakta
Sielakta (biał. Селякта; ros. Селекто, Sielekto, pol. hist. Selekta) – wieś na Białorusi, w obwodzie witebskim, w rejonie orszańskim, w sielsowiecie Wysokaje.

## Historia
W XIX i w początkach XX w. majątek ziemski należący do Wasilewskich. Położony był wówczas w Rosji, w guberni mohylewskiej, w powiecie orszańskim. Znajdowała się tu wówczas gorzelnia.
Następnie w granicach Związku Sowieckiego. Od 1991 w niepodległej Białorusi.